# Mediahuis Nederland
Mediahuis Nederland is een Belgische dochteronderneming van Mediahuis met diverse media-activiteiten in Nederland. Het concern is voortgekomen uit dagblad De Telegraaf en de Telegraaf Mediagroep (TMG). Tot 21 februari 2018 was het als TMG een beursgenoteerd bedrijf. Op 4 november 2019 werd de naam gewijzigd in Mediahuis Nederland. In maart 2025 fuseerde Mediahuis Nederland met Mediahuis Limburg en Mediahuis Noord tot één geïntegreerde organisatie onder de naam Mediahuis Nederland. 

## Activiteiten
Mediahuis Nederland is een onderneming met merken als De Telegraaf, DFT, Telesport, Metro, Autovisie, Privé en VROUW; regionale dagbladen zoals Noordhollands Dagblad en De Gooi- en Eemlander; digitale merken zoals Dumpert en Gaspedaal en sinds 2024 de landelijke radiozenders Radio Veronica, 100% NL en SLAM! Daarnaast heeft Mediahuis tientallen andere merken en titels die zich richten op lokale nieuwsvoorziening, entertainment of e-commerce (o.a. GroupDeal). Via Keesing Media Group gaf TMG internationaal puzzelbladen, digitale puzzels en kleurboeken uit. Medio 2017 verkocht TMG Keesing en hield een minderheidsbelang van 30 procent. In 2018 werd GeenStijl verkocht aan diens hoofdredactie, het weblog paste niet bij het toekomstige Mediahuis.

## Aandeelhouders
TMG was voor een deel in handen van de familie Van Puijenbroek. De betrokkenheid van de Brabantse textielfamilie Van Puijenbroek bij de Telegraaf gaat terug tot begin jaren vijftig, toen de familie voor 160.000 gulden ruim 30% van de aandelen kocht. Uit een melding van de Autoriteit Financiële Markten in 2015 blijkt dat de familie via haar houdstermaatschappij Bech haar aandeel in het mediabedrijf heeft vergroot van bijna 36% tot ruim 41%.
Andere aandeelhouders die momenteel een belang hebben in de Telegraaf Media Groep zijn:
| Nr. | Aandeelhouder                                                     | Belang | Positie sinds    |
| --- | ----------------------------------------------------------------- | ------ | ---------------- |
| 1   | Mediahuis                                                         | 95,04% | 13 december 2017 |
| 2   | Stichting Administratiekantoor van aandelen Telegraaf Media Groep | 62,74% | 1 november 2006  |
| 3   | Tweedy, Browne Fund                                               | 4,14%  | 8 januari 2009   |
| 4   | Max Paarlberg                                                     | 3,35%  | 1 juli 2013      |

In december 2016 ontving TMG een ongevraagd niet-bindend voorwaardelijk voorstel van Mediahuis en VP Exploitatie (Bech), de investeringsmaatschappij van de familie Van Puijenbroek (met 41,3% al grootaandeelhouder van TMG), voor de verwerving van alle uitgegeven en uitstaande certificaten van TMG voor een indicatieve prijs van € 5,25 (cum dividend) in contanten per TMG-certificaat. Op 23 januari 2017 heeft Talpa, het bedrijf van John de Mol, een hoger bod uitgebracht op TMG. Talpa biedt € 5,90 per aandeel of € 273 miljoen in totaal. Het bod ligt 65 eurocent boven dat van Mediahuis en de familie Van Puijenbroek. De laatste twee hebben al 59% van de TMG-aandelen binnen door diverse toezeggingen. Het kan zijn dat Talpa met deze actie een hoger bod van Mediahuis wil afdwingen. Medio februari 2017 verhoogden Mediahuis en VP Exploitatie het bod naar € 5,90 per aandeel. Begin maart komt daar nog tien cent bij nadat Talpa haar bod verhoogde tot € 6,50.
Medio juni 2017 hebben Mediahuis en VP Exploitatie hun bod op TMG officieel gestand gedaan. Daarmee is hun bod onvoorwaardelijk geworden. De twee hebben 61,4% van de aandelen in handen. Talpa is met bijna 30% van de aandelen TMG de op een na grootste aandeelhouder.
Op 1 december 2017 werd bekend dat Talpa zijn belang in TMG verkoopt aan Mediahuis voor 6 euro in contanten per aandeel waarmee de overnamestrijd definitief beslecht is. De totale overnamesom voor het belang van Talpa komt neer op ruim 81 miljoen euro. Na de overname van de aandelen heeft Mediahuis TMG van de beurs gehaald, wat een kostenbesparing van miljoenen euro’s per jaar opleverde en minder financiële publicatieverplichtingen.

## Geschiedenis
Oorspronkelijk had TMG een belang van 30% in SBS Broadcasting BV (SBS6, Net5 en Veronica TV), dat werd in september 2003 27% om op 21 december 2005 om te ruilen tot 20% in het internationale SBS Broadcasting SARL. Eind juni 2007 werd dit verkocht, toen ProSiebenSat.1 Media AG alle SBS-onderdelen overnam (Permira/KKR). TMG heeft vervolgens in augustus 2008 12% van ProSiebenSat.1 Media AG in handen gekregen. Op 6 september 2013 maakte TMG bekend haar aandelen in ProSiebenSat.1 te hebben verkocht, dat een belang van ca. 6,0% in het kapitaal van ProSiebenSat.1 vertegenwoordigt en het gehele door TMG gehouden belang in ProSiebenSat.1.
Van 2004 tot 2 juli 2007 was er ook een 50% deelneming in Telegraaf Expomedia Events (TE2). TMG had vervolgens een belang van 20% in het internationale Expomedia Group PLC en daarnaast de eigen dochter Telegraaf Events BV. In 2008 heeft TMG besloten tot een algehele afwaardering van het belang in Expomedia. TMG was tevens aandeelhouder van het Algemeen Nederlands Persbureau (ANP), maar heeft dit 28,4% belang (sinds 2001) in de tweede helft van 2007 verkocht.
Op 15 februari 2006 verkreeg TMG 30% van de Sky Radio Group (Sienna Holding BV waar Sky Radio, Radio Veronica, Classic FM en HitRadio onder vallen) dat werd uitgebreid tot 85% per 6 juli 2007 (inmiddels 85,9%). TMG had van 7 september 2001 tot 23 oktober 2002 een belang van 30% in de SBS-houdstermaatschappij die 51% van het toenmalige Noordzee FM in handen had (rest van de aandelen was van Strengholt). Noordzee FM is destijds verkocht aan Talpa die het later aan De Persgroep NV overdeed (thans Q-Music). Sinds maart 2006 heeft TMG een belang van 40% in de website GeenStijl.nl dat daarna volledig is overgenomen. In maart 2006 nam Geen Stijl Media, de eigenaar van geenstijl.nl, 40% van de aandelen van De Telegraaf over.
Belangen in Media Groep Limburg en Koninklijke Wegener NV zijn (in resp. 2006 en 2007) verkocht aan de Britse investeringsmaatschappij Mecom.
In 2008 nam TMG Weekmedia over van Argopress. Hier vielen de huis-aan-huiskranten van Amsterdam en omgeving onder. Dit huis-aan-huiskrantenconcern viel oorspronkelijk onder de Perscombinatie.
Sinds 1 november 2010 is Hyves onderdeel van TMG. TMG betaalde hiervoor 43,7 miljoen euro. Hyves, van oorsprong een sociaal netwerk, was geen gelukkige aanschaf. Het werd gekocht op een hoogtepunt en na de overname zakte het aantal gebruikers fors. Op 31 oktober 2013 werd aangekondigd dat Hyves in december datzelfde jaar stopt als sociaal netwerk en dat het zich volledig gaat toeleggen op online gaming.
Op 12 januari 2012 verwierf TMG een meerderheidsbelang in GroupDeal. TMG heeft toen het belang vergroot van 40% naar 60%. GroupDeal bundelt, via dagelijkse landelijke aanbiedingen en specifieke aanbiedingen in de grotere Nederlandse steden, groepsaankopen met sociale media.
TMG gaf in juni 2015 aan haar drukactiviteiten te gaan reorganiseren; het totaal aantal drukpersen wordt teruggebracht van tien naar vier en een deel wordt uitbesteed aan externe partijen. Drukken behoort niet langer tot de kernactiviteiten van het bedrijf. Op 19 februari 2016 maakte het bedrijf bekend dat circa 60% van het totale drukwerkvolume is uitbesteed aan zes externe partijen. De geselecteerde partijen zijn BDUprint, Concentra Grafic. NDC Mediagroep, Hoekstra Krantendruk, Janssen/Pers-Rotatiedruk en Rodi Rotatiedruk. TMG voert alle overige drukwerkzaamheden voortaan in Amsterdam uit.
TMG heeft op woensdag 22 juni 2016 bekendgemaakt een eerste stap te zetten op het gebied van OTT Televisie met de Telegraaf TV App op Apple TV. In januari 2017 verwacht TMG de eerste volledig operationele OTT-kanalen (Sport & Nieuws) aan te kunnen bieden aan haar klanten.

## Merken
- De Telegraaf
- De Financiële Telegraaf (DFT)
- Privé
- Telesport
- VROUW
- Autovisie
- Metro
- Radio Veronica
- 100% NL
- SLAM!
- Sublime
- Sunlite
- Vacaturekrant.nl
- Botentekoop.nl
- CampersCaravans.nl
- Wendy
- Noordhollands Dagblad
- Haarlems Dagblad
- Leidsch Dagblad
- AlphenCC
- De Gooi- en Eemlander
- Dumpert
- Upcoming
- De Duinstreek
- De Gooi- en Eembode
- GasPedaal.nl
- GroupDeal
- Relatieplanet
- JAAP.nl
- Huizenzoeker.nl
- Speurders.nl
- Hyves Games
- De Krommenieër
- De Zaankanter
- Autobahn
- Haarlems Weekblad
- Heemsteedse Courant
- Helders Weekblad
- Schager Weekblad
- Blog Society
- Het Gezinsblad
- Vecht Journaal
- Laarder Courant de Bel
- Nieuwsblad voor Huizen
- Nieuwsblad De Kennemer
- Nieuwsblad Santpoort en Velserbroek
- Nieuwsblad voor Castricum
- IJmuider Courant
- Baarns Weekblad
- Stadsblad De Echo
- Witte Weekblad
- Westfries Weekblad
- Alkmaars Weekblad
- Weekblad voor Ouder Amstel
- Wieringer Courant
- Woonbode
- Fashionweek Nederland
- De Koerier
- Denksport
- Flevopost